# スコット・ダイアモンド
スコット・マイケル・ダイアモンド（Scott Michael Diamond , 1986年7月30日 - ）は、カナダ・オンタリオ州ゲルフ出身の元プロ野球選手（投手）。左投左打。

## 経歴

### プロ入り前
高校時代はチーム・オンタリオ  に所属する一方、バスケットボールもプレーしていた。大学はニューヨーク州立大学ビンガムトン校に進学。故障の影響で2007年6月のMLBドラフトでは指名されなかった。

### プロ入りとブレーブス傘下時代
2007年8月にアマチュアFAとしてアトランタ・ブレーブスと契約した。
2009年の開幕前には第2回WBCにカナダ代表に選出された。この大会では、1次予選のイタリア戦に登板して3回1失点という結果だった。
2010年はAA級ミシシッピ・ブレーブスとAAA級グウィネット・ブレーブスの2球団合計で27試合に先発し、8勝7敗・防御率3.47を記録。

### ツインズ時代
2010年12月にルール・ファイブ・ドラフトでミネソタ・ツインズに移籍。その後、25人枠を外されたが、2011年3月28日に前所属球団のブレーブスとの間でトレードが成立したため、引き続きツインズに所属することになった。
2011年7月8日のクリーブランド・インディアンス戦でメジャー初登板。ツインズに所属した8人目のカナダ人選手となった。その後、一旦AAA級ロチェスター・レッドウイングスに降格するが、8月に再昇格し、同年8月31日のシカゴ・ホワイトソックス戦で6回3失点の内容でメジャー初勝利を挙げた。
2012年はアメリカンリーグの先発投手でベストの与四球率1.61を記録し、チームの勝ち頭となる12勝を挙げた。
2014年2月28日にツインズと1年契約に合意した が、3月27日に40人枠を外れ、AAA級ロチェスターへ降格した。7月12日に解雇された。

### レッズ傘下時代
2014年7月17日にシンシナティ・レッズとマイナー契約を結び、傘下のAAA級ルイビル・バッツへ配属された。

### レイズ傘下時代
2015年4月5日にタンパベイ・レイズとマイナー契約を結んだ。この年はメジャーでの登板は無かった。11月上旬には第1回WBSCプレミア12にカナダ代表として出場。11月6日にFAとなった。

### ブルージェイズ時代
2015年11月24日にトロント・ブルージェイズとマイナー契約を結んだ。
2016年の開幕は傘下のAAA級バッファロー・バイソンズで迎えた。6月13日にメジャー契約を結んで25人枠入りし、同日のフィラデルフィア・フィリーズ戦で9回表に5番手で登板したが、1回で3失点を喫した。6月15日にDFAとなり、17日に40人枠を外れる形でAAA級バッファローへ配属された。

### SKワイバーンズ時代
2016年12月12日に韓国プロ野球・SKワイバーンズと契約した。2017年はSKで10勝を記録するも、チームがオフにエンジェル・サンチェスと契約したことにより、同年限りで退団。

## 投球スタイル
球種は速球、カーブ、チェンジアップ。軸となる速球とカーブはいずれも平均レベルであるため、将来像はローテーションの5番手レベルの先発投手か、ロングリリーバーとの見方もある。一方で、2012年にはリーグトップの与四球率1.61とマークするなど制球力は高く評価されている。

## 詳細情報

### 年度別投手成績
| 年 度    | 球 団    | 登 板 | 先 発 | 完 投 | 完 封 | 無 四 球 | 勝 利 | 敗 戦 | セ 丨 ブ | ホ 丨 ル ド | 勝 率 | 打 者 | 投 球 回 | 被 安 打 | 被 本 塁 打 | 与 四 球 | 敬 遠 | 与 死 球 | 奪 三 振 | 暴 投 | ボ 丨 ク | 失 点 | 自 責 点 | 防 御 率 | W H I P |
| -------- | -------- | ----- | ----- | ----- | ----- | -------- | ----- | ----- | -------- | ----------- | ----- | ----- | -------- | -------- | ----------- | -------- | ----- | -------- | -------- | ----- | -------- | ----- | -------- | -------- | ------- |
| 2011     | MIN      | 7     | 7     | 0     | 0     | 0        | 1     | 5     | 0        | 0           | .167  | 181   | 39.0     | 51       | 3           | 17       | 3     | 0        | 19       | 3     | 0        | 25    | 22       | 5.08     | 1.74    |
| 2012     | MIN      | 27    | 27    | 1     | 1     | 1        | 12    | 9     | 0        | 0           | .571  | 714   | 173.0    | 184      | 17          | 31       | 2     | 4        | 90       | 10    | 0        | 76    | 68       | 3.54     | 1.24    |
| 2013     | MIN      | 24    | 24    | 0     | 0     | 0        | 6     | 13    | 0        | 0           | .316  | 576   | 131.0    | 163      | 21          | 36       | 4     | 1        | 52       | 5     | 0        | 88    | 79       | 5.43     | 1.52    |
| 2016     | TOR      | 1     | 0     | 0     | 0     | 0        | 0     | 0     | 0        | 0           | ----  | 7     | 1.0      | 2        | 0           | 2        | 0     | 0        | 0        | 0     | 0        | 3     | 3        | 27.00    | 4.00    |
| 2017     | SK       | 24    | 24    | 1     | 1     | 0        | 10    | 7     | 0        | 0           | .588  | 581   | 134.1    | 163      | 11          | 35       | 1     | 9        | 59       | 2     | 0        | 69    | 66       | 4.42     | 1.47    |
| MLB：4年 | MLB：4年 | 59    | 58    | 1     | 1     | 1        | 19    | 27    | 0        | 0           | .413  | 1478  | 344.0    | 400      | 41          | 86       | 9     | 5        | 161      | 18    | 0        | 192   | 172      | 4.50     | 1.41    |
| KBO：1年 | KBO：1年 | 24    | 24    | 1     | 1     | 0        | 10    | 7     | 0        | 0           | .588  | 581   | 134.1    | 163      | 11          | 35       | 1     | 9        | 59       | 2     | 0        | 69    | 66       | 4.42     | 1.47    |

- 「-」は記録なし

### 背番号
- 58 (2011年 - 2013年)
- 32 (2016年)
- 15 (2017年)

### 代表歴
- 2009 ワールド・ベースボール・クラシック・カナダ代表
- 2015 WBSCプレミア12 カナダ代表